# Acromantis hesione
Acromantis hesione es una especie de mantis de la familia Hymenopodidae.

## Distribución geográfica
Se encuentra en las Islas Filipinas y China.